# Oscarverleihung 1985
Übersicht aller ausgezeichneten Filme

◄◄ | ◄ | 1981 | 1982 | 1983 | 1984 | Oscarverleihung 1985 | 1986 | 1987 | 1988 | 1989 | ► | ►►

Weitere Ereignisse
Die Oscarverleihung 1985, d. h. die Verleihung des Filmpreises Oscar in diesem Jahr, fand am 25. März 1985 im Dorothy Chandler Pavilion in Los Angeles statt. Es waren die 57th Annual Academy Awards. Im Jahr der Auszeichnung werden immer Filme des vergangenen Jahres ausgezeichnet, in diesem Fall also die Filme des Jahres 1984.
Der Präsentator Laurence Olivier vergaß die Nominierten in der Kategorie Bester Film vorzulesen, bevor er den Gewinner Amadeus bekannt gab. Produzent Saul Zaentz holte die Namen dann aber in seiner Dankesrede nach.
| Film                                               | N  | A |
| -------------------------------------------------- | -- | - |
| Amadeus                                            | 11 | 8 |
| Reise nach Indien                                  | 11 | 2 |
| The Killing Fields – Schreiendes Land              | 7  | 3 |
| Ein Platz im Herzen                                | 7  | 2 |
| 2010: Das Jahr, in dem wir Kontakt aufnehmen       | 5  | 0 |
| Menschen am Fluß                                   | 4  | 0 |
| Der Unbeugsame                                     | 4  | 0 |
| Greystoke – Die Legende von Tarzan, Herr der Affen | 3  | 0 |
| Sergeant Waters – Eine Soldatengeschichte          | 3  | 0 |
| Broadway Danny Rose                                | 2  | 0 |
| Cotton Club                                        | 2  | 0 |
| Die Damen aus Boston                               | 2  | 0 |
| Footloose                                          | 2  | 0 |
| Ghostbusters – Die Geisterjäger                    | 2  | 0 |
| Indiana Jones und der Tempel des Todes             | 2  | 1 |
| Unter dem Vulkan                                   | 2  | 0 |

## Moderation
Jack Lemmon führte zum vierten Mal (zum zweiten Mal alleine) als Moderator durch die Oscarverleihung. Die Präsentatoren der Kandidaten sind bei den jeweiligen Kategorien weiter unten aufgeführt.

## Gewinner und Nominierungen

### Bester Film
präsentiert von Laurence Olivier
Amadeus – Saul Zaentz
The Killing Fields – Schreiendes Land (The Killing Fields) – David Puttnam
Ein Platz im Herzen (Places in the Heart) – Arlene Donovan
Reise nach Indien (A Passage to India) – John Brabourne, Richard B. Goodwin
Sergeant Waters – Eine Soldatengeschichte (A Soldier’s Story) – Norman Jewison, Ronald L. Schwary, Patrick J. Palmer

### Beste Regie
präsentiert von Steven Spielberg
Miloš Forman – Amadeus
Woody Allen – Broadway Danny Rose
Robert Benton – Ein Platz im Herzen (Places in the Heart)
Roland Joffé – The Killing Fields – Schreiendes Land (The Killing Fields)
David Lean – Reise nach Indien (A Passage to India)

### Bester Hauptdarsteller
präsentiert von Shirley MacLaine
F. Murray Abraham – Amadeus
Jeff Bridges – Starman
Albert Finney – Unter dem Vulkan (Under the Volcano)
Tom Hulce – Amadeus
Sam Waterston – The Killing Fields – Schreiendes Land (The Killing Fields)

### Beste Hauptdarstellerin
präsentiert von Robert Duvall

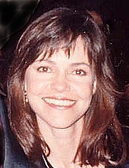
Sally Field

Sally Field – Ein Platz im Herzen (Places in the Heart)
Judy Davis – Reise nach Indien (A Passage to India)
Jessica Lange – Country
Vanessa Redgrave – Die Damen aus Boston (The Bostonians)
Sissy Spacek – Menschen am Fluß (The River)

### Bester Nebendarsteller
präsentiert von Linda Hunt
Haing S. Ngor – The Killing Fields – Schreiendes Land (The Killing Fields)
Adolph Caesar – Sergeant Waters – Eine Soldatengeschichte (A Soldier’s Story)
John Malkovich – Ein Platz im Herzen (Places in the Heart)
Pat Morita – Karate Kid (The Karate Kid)
Ralph Richardson – Greystoke – Die Legende von Tarzan, Herr der Affen (Greystoke: The Legend of Tarzan, Lord of the Apes)

### Beste Nebendarstellerin
präsentiert von Ryan O’Neal

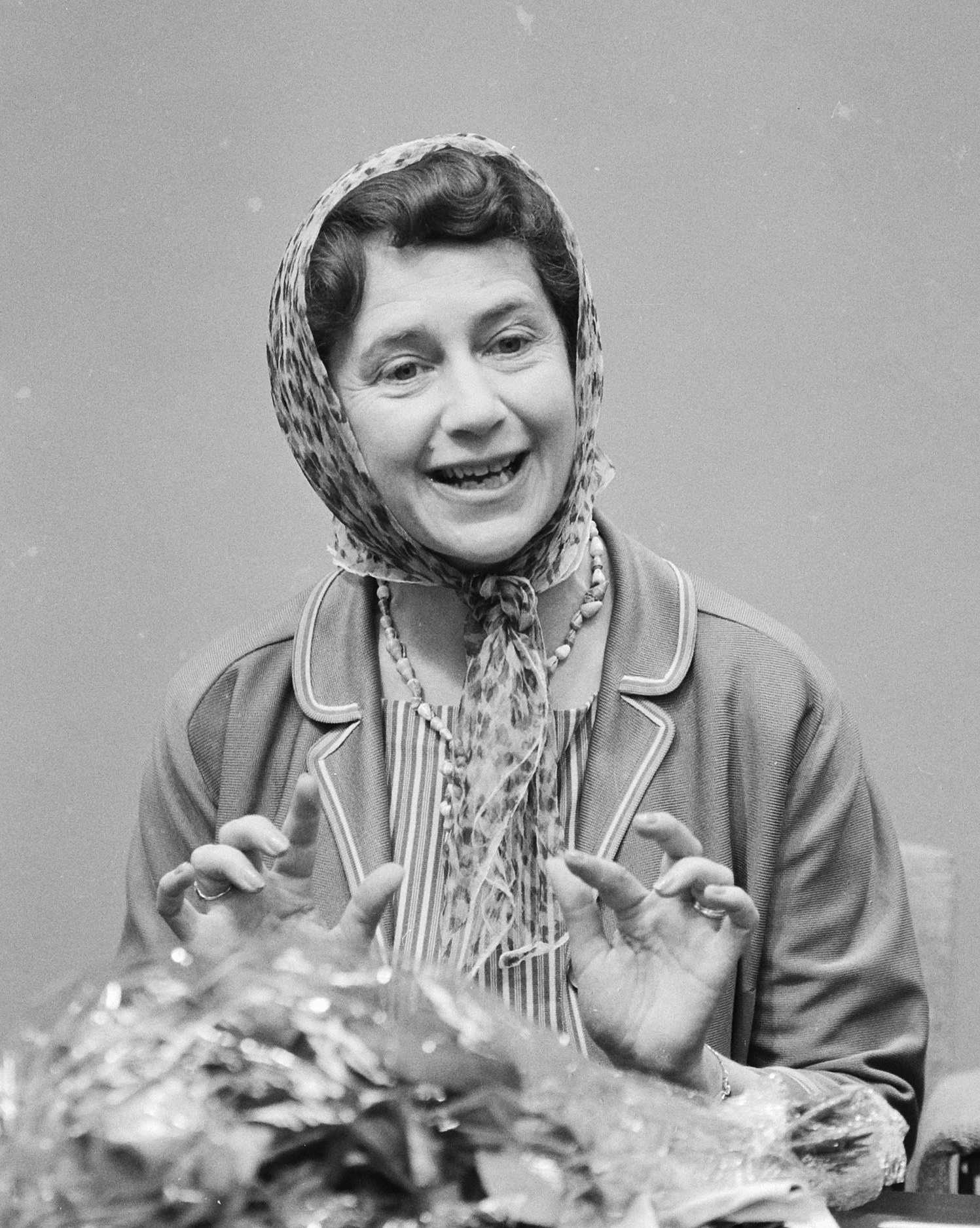
Peggy Ashcroft

Peggy Ashcroft – Reise nach Indien (A Passage to India) entgegengenommen von Angela Lansbury
Glenn Close – Der Unbeugsame (The Natural)
Lindsay Crouse – Ein Platz im Herzen (Places in the Heart)
Christine Lahti – Swing Shift – Liebe auf Zeit (Swing Shift)
Geraldine Page – Der Pate von Greenwich Village (The Pope of Greenwich Village)

### Bestes Originaldrehbuch
präsentiert von Kirk Douglas und Burt Lancaster
Robert Benton – Ein Platz im Herzen (Places in the Heart)
Woody Allen – Broadway Danny Rose
Danilo Bach, Daniel Petrie, Jr. – Beverly Hills Cop – Ich lös’ den Fall auf jeden Fall (Beverly Hills Cop)
Bruce Jay Friedman, Lowell Ganz, Brian Grazer, Babaloo Mandel – Splash – Eine Jungfrau am Haken (Splash)
Gregory Nava, Anna Thomas – El Norte

### Bestes adaptiertes Drehbuch
präsentiert von Kirk Douglas und Burt Lancaster
Peter Shaffer – Amadeus
Michael Austin, Robert Towne – Greystoke – Die Legende von Tarzan, Herr der Affen (Greystoke: The Legend of Tarzan, Lord of the Apes)
Charles Fuller – Sergeant Waters – Eine Soldatengeschichte (A Soldier’s Story)
David Lean – Reise nach Indien (A Passage to India)
Bruce Robinson – The Killing Fields – Schreiendes Land (The Killing Fields)

### Beste Kamera
präsentiert von Diana Ross und Tom Selleck
Chris Menges – The Killing Fields – Schreiendes Land (The Killing Fields)
Ernest Day – Reise nach Indien (A Passage to India)
Caleb Deschanel – Der Unbeugsame (The Natural)
Miroslav Ondříček – Amadeus
Vilmos Zsigmond – Menschen am Fluß (The River)

### Bestes Szenenbild
präsentiert von Steve Martin
Patrizia von Brandenstein, Karel Černý – Amadeus
Mel Bourne, Angelo P. Graham, Bruce Weintraub – Der Unbeugsame (The Natural)
John Box, Hugh Scaife – Reise nach Indien (A Passage to India)
Albert Brenner, Rick Simpson – 2010: Das Jahr, in dem wir Kontakt aufnehmen (2010)
George Gaines, Richard Sylbert – Cotton Club (The Cotton Club)

### Bestes Kostümdesign
präsentiert von Glenn Close
Theodor Pištěk – Amadeus
Jenny Beavan, John Bright – Die Damen aus Boston (The Bostonians)
Judy Moorcroft – Reise nach Indien (A Passage to India)
Patricia Norris – 2010: Das Jahr, in dem wir Kontakt aufnehmen (2010)
Ann Roth – Ein Platz im Herzen (Places in the Heart)

### Bestes Make-up
präsentiert von Kelly LeBrock und Lonette McKee
Paul LeBlanc, Dick Smith – Amadeus
Rick Baker, Paul Engelen – Greystoke – Die Legende von Tarzan, Herr der Affen (Greystoke: The Legend of Tarzan, Lord of the Apes)
Michael Westmore – 2010: Das Jahr, in dem wir Kontakt aufnehmen (2010)

### Beste Filmmusik (Original Score)
präsentiert von Ann Reinking
Maurice Jarre – Reise nach Indien (A Passage to India)
Randy Newman – Der Unbeugsame (The Natural)
Alex North – Unter dem Vulkan (Under the Volcano)
John Williams – Indiana Jones und der Tempel des Todes (Indiana Jones and the Temple of Doom)
John Williams – Menschen am Fluß (The River)

### Beste Filmmusik (Original Song Score)
präsentiert von Michael Douglas und Kathleen Turner
Prince – Purple Rain
Kris Kristofferson – Der Songschreiber (Songwriter)
Jeff Moss – Die Muppets erobern Manhattan (The Muppets Take Manhattan)

### Bester Song
präsentiert von Jeff Bridges und Gregory Hines
„I Just Called to Say I Love You“ aus Die Frau in Rot (The Woman in Red) – Stevie Wonder
„Against All Odds (Take a Look at Me Now)“ aus Gegen jede Chance (Against All Odds) – Phil Collins
„Footloose“ aus Footloose – Kenny Loggins, Dean Pitchford
„Ghostbusters“ aus Ghostbusters – Die Geisterjäger (Ghostbusters) – Ray Parker, Jr.
„Let’s Hear It for the Boy“ aus Footloose – Dean Pitchford, Tom Snow

### Bester Schnitt
präsentiert von Geneviève Bujold und William Hurt
Jim Clark – The Killing Fields – Schreiendes Land (The Killing Fields)
Donn Cambern, Frank Morriss – Auf der Jagd nach dem grünen Diamanten (Romancing the Stone)
Michael Chandler, Nena Danevic – Amadeus
David Lean – Reise nach Indien (A Passage to India)
Robert Q. Lovett, Barry Malkin – Cotton Club (The Cotton Club)

### Beste Tonmischung
präsentiert von Gregory Hines und Amy Irving
Mark Berger, Todd Boekelheide, Christopher Newman, Thomas Scott – Amadeus
Nick Alphin, Richard Portman, David M. Ronne, Robert Thirlwell – Menschen am Fluß (The River)
Michael A. Carter, Graham V. Hartstone, Nicolas Le Messurier, John W. Mitchell – Reise nach Indien (A Passage to India)
Michael J. Kohut, Gene Cantamessa, Aaron Rochin – 2010: Das Jahr, in dem wir Kontakt aufnehmen (2010)
Steve Maslow, Kevin O’Connell, Nelson Stoll, Bill Varney – Der Wüstenplanet (Dune)

### Beste Visuelle Effekte
präsentiert von Candice Bergen und William Hurt
George Gibbs, Michael J. McAlister, Dennis Muren, Lorne Peterson – Indiana Jones und der Tempel des Todes (Indiana Jones and the Temple of Doom)
John Bruno, Richard Edlund, Chuck Gaspar, Mark Vargo – Ghostbusters – Die Geisterjäger (Ghostbusters)
Richard Edlund, George Jenson, Neil Krepela, Mark Stetson – 2010: Das Jahr, in dem wir Kontakt aufnehmen (2010)

### Bester Dokumentarfilm (Kurzfilm)
präsentiert von Michael Douglas
The Stone Carvers – Marjorie Hunt, Paul Wagner
The Children of Soong Ching Ling – Gary Bush, Paul T.K. Lin
Code Gray: Ethical Dilemmas in Nursing – Ben Achtenberg, Joan Sawyer
The Garden of Eden – Lawrence Hott, Roger M. Sherman
Vospominaniye o Pavlovske – Irina Kalinina

### Bester Dokumentarfilm (Langform)
präsentiert von Kathleen Turner
Wer war Harvey Milk? (The Times of Harvey Milk) – Rob Epstein, Richard Schmiechen
High Schools – Charles Guggenheim, Nancy Sloss
In the Name of the People – Frank Christopher, Alex W. Drehsler
Marlene – Zev Braun, Karel Dirka
Streetwise – Cheryl McCall

### Bester Kurzfilm (Animiert)
präsentiert von Jeff Bridges und Ann Reinking
Charade – Jon Minnis
Doctor De Soto – Morton Schindel, Michael Sporn
Paradise – Ishu Patel

### Bester Kurzfilm (Live Action)
präsentiert von Tom Selleck und Kathleen Turner
Up – Mike Hoover
The Painted Door – Michael MacMillan, Janice L. Platt
Tales of Meeting and Parting – Lesli Linka Glatter, Sharon Oreck

### Bester Fremdsprachiger Film
präsentiert von Plácido Domingo und Faye Dunaway
Gefährliche Züge (La Diagonale du fou), Schweiz – Richard Dembo
Camila – Das Mädchen und der Priester (Camila), Argentinien – María Luisa Bemberg
Frontromanze (Voenno-polevoy roman), Sowjetunion – Pjotr Jefimowitsch Todorowski
Jenseits der Mauern (Me'Ahorei Hasoragim), Israel – Uri Barbash
Sesión continua, Spanien – José Luis Garci

## Ehren-Oscars

### Honorary Award
präsentiert von Glenn Close
- National Endowment for the Arts

präsentiert von Cary Grant
- James Stewart

### Jean Hersholt Humanitarian Award
präsentiert von Gene Kelly
- David L. Wolper

### Special Achievement Award
- Menschen am Fluß (The River) – Kay Rose

### Technical Achievement Award
- Nat Tiffen (Tiffen Manufacturing Corp.)
- Don Trumbull, Jonathan Erland, Stephen C. Fog, Paul Burke (alle Apogee, Inc.)
- Jonathan Erland, Robert Fate Bealmear (beide Apogee, Inc.)
- Howard Preston (Preston Cinema Systems)